# David M. Friedman

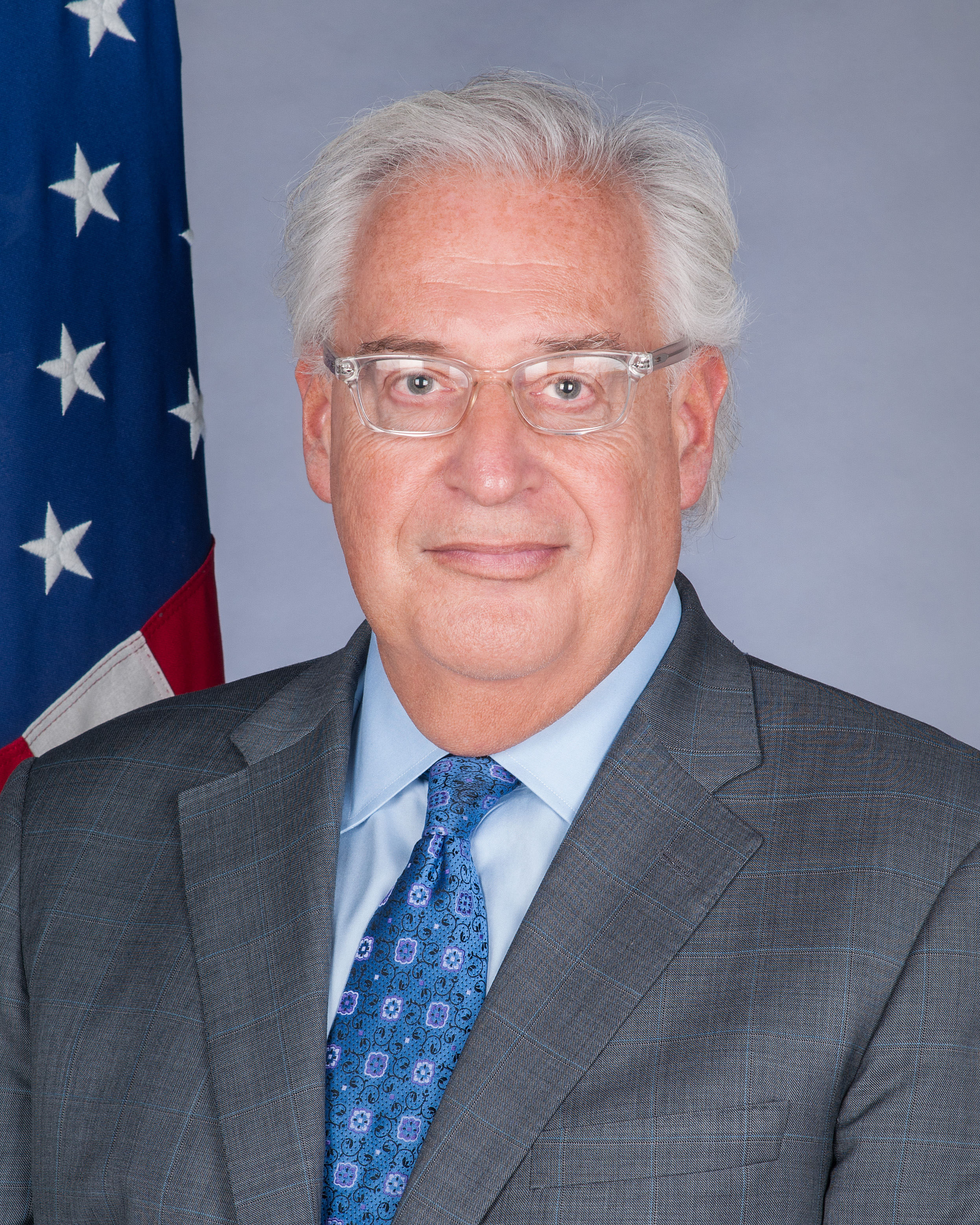
David M. Friedman (2017)

David Melech Friedman (* 8. August 1958 auf Long Island, New York) ist ein US-amerikanischer Anwalt und Diplomat. Von März 2017 bis 20. Januar 2021 war er Botschafter der Vereinigten Staaten in Israel.

## Leben
David Friedman wurde als Sohn des Rabbiners Morris S. Friedman geboren und besuchte die Columbia University und die School of Law der New York University. Zudem besuchte er während mehrerer Monate die Jeschiwa der Siedlung Bet El im Westjordanland. Er ist mit Tammy Deborah Sand verheiratet. Als Fachanwalt für Insolvenzrecht ist er für The Trump Organization tätig. Er ist Gründungspartner der Kanzlei Kasowitz, Benson, Torres & Friedman. Er engagiert sich für United Hatzalah und die Reha-Einrichtung Aleh Negev bei Ofakim und schreibt für Arutz Scheva und für die Jerusalem Post.
Er ist Präsident des Vereins American Friends of Bet El Yeshiva, der bis 2016 etwa zwei Millionen US-Dollar für radikale Siedler in Bet El gesammelt hat.
Am 15. Dezember 2016 wurde er von Donald Trump zum US-Botschafter in Israel nominiert. Am 23. März 2017 stimmte der US-Senat der Nominierung des Juristen zu. Für David M. Friedman stimmten 52 Senatoren, 46 votierten gegen Friedman. Für Benjamin Netanjahu ist Friedman ein „enger Freund Israels“. Friedman billigt die Verlegung der US-Botschaft von Tel Aviv nach Jerusalem sowie die Erweiterung und den Bau neuer jüdischer Siedlungen im Westjordanland. Die Residenz des Botschafters liegt derzeit weiterhin in Herzlia Pituach bei Tel Aviv, wurde aber 2020 an Sheldon Adelson verkauft.